# Eravninskij rajon
L'Eravninskij rajon (in russo Еравнинский район?) è un municipal'nyj rajon della Repubblica autonoma di Buriazia, nella Siberia. Istituito nel 1927, occupa una superficie di 30.725 chilometri quadrati, ospita una popolazione di circa 18565 abitanti ed ha come capoluogo Sosnovo-Ozërskoe.